# Cryptocheles
Cryptocheles is een geslacht van kreeftachtigen uit de klasse van de Malacostraca (hogere kreeftachtigen).

## Soort
- Cryptocheles pygmaea G.O. Sars, 1870